# Howard Rowe
Howard Rowe (Fairport (New York), 3 juni 1942) is een Amerikaans componist, muziekpedagoog, jazz-trompettist en bugelist.

## Levensloop
Rowe studeerde aan de Syracuse University in Syracuse (New York), de Ithaca College School of Music in Ithaca (New York), het Berklee College of Music in Boston en aan de Eastman School of Music in Rochester (New York). 
Aansluitend was hij docent aan de Eastman School of Music en aan de Rush-Henrietta Central Schools in New York, waar hij 32 jaar doceerde. Hij won de Rochester Philharmonic Orchestra's "Outstanding Music Educator Award (Band)", verschillende American Society of Composers, Authors and Publishers (ASCAP) awards en de Outstanding Young Educator Award van de Henrietta Jaycees tijdens zijn jaren als leraar. 
Hij werkt nog altijd als trompettist, onder andere in de ensembles van Mel Torme, de Ice Capades en de Smothers Brothers. 
Als componist schreef hij rond 80 werken voor jazz, harmonieorkest, strijk- en kamerensembles. Hij is lid van de American Society of Composers, Authors and Publishers (ASCAP), de American Federation of Musicians, de National Association for Music Educators (MENC), de New York State School Music Association, de International Association of Jazz Educators (IAJE) en de International Trumpet Guild (ITG).

## Composities

### Werken voor orkest
- Caribbean Cruise, voor strijkorkest

### Werken voor harmonieorkest
- 1989 Frog Creek Holler
- 1990 Eastwood Lane
- 2004 An Angelic Christmas
- 2005 A Celebration of Hanukkah
- 2005 A Christmas Collage
- 2007 Lightly Latin
- 2008 Basin Street Barbeque
- Honor and Empire

### Kamermuziek
- Honor and Arms from George Frideric Handel's oratorio "Samson", voor 2 trompetten, hoorn, trombone en tuba

### Jazz-ensemble
- 1990 Closin' Time
- 1995 Offshore Breeze
- 1999 Jive at Five
- 2003 Solera
- 2004 Chasin' Bill
- 2005 Beneath An Orange Moon
- 2005 Run With It
- 2006 Prime Time
- 2006 Southside Swingers
- All Night Rain
- April Eyes
- Barracuda Bay
- Before We Say Goodbye
- Big Daddy's Blues
- Big Dawg
- The Boogieman
- Boss Sauce
- Brother Ray
- Brother Timothy
- Bugle Boogie Blues
- Calypso Bob
- Chicken Franks
- Chopper
- Comin' Right At 'Cha!
- Dill Pickles
- Fast Forward
- Fast Freddie
- Funkalicious
- Group Hug
- Heavy Duty
- Hot Sauce!
- Island Bopper
- Jambalaya Jane
- Jiver's License
- Jump Start
- Just Before Midnight
- Kicks N' Licks
- Know What I Mean?
- L. A. Cruisin
- Mean Gene
- Megadude
- Metropole
- Missed You
- Mumbo Gumbo
- One and a Half O'Clock Jump
- Pee Wee's Back In Town
- Pop Top
- Sayin' Goodbye
- Sha Doo Bop
- The Snake Oil Man
- Snuffles
- Some Juice for Bruce
- South Beach
- Southern Fried
- Southside Shuffle
- Subway Shuffle
- Sunnyside
- Swift Kicks 'n Hot Licks
- T-Bird Blonde
- Time Will Tell
- Wah, Wah!
- Wiggle Waggle